# Al Oerter
Alfred Adolf "Al" Oerter, Jr. (Astoria, Nueva York, 19 de septiembre de 1936 - Fort Myers, Florida, 1 de octubre de 2007), fue un atleta estadounidense. Ganó cuatro medallas de oro en la prueba de lanzamiento de disco en cuatro Juegos Olímpicos consecutivos. Esta marca de cuatro medallas de oro olímpicas en la misma prueba igualaba la gesta del regatista danés Paul Elvstrøm, y solo ha sido igualada más adelante por el hijo del viento, Carl Lewis, por el tiburón de Baltimore, Michael Phelps y por el luchador grecorromano cubano Mijaín López. Oerter es miembro del Salón de la Fama del Atletismo.

## Biografía

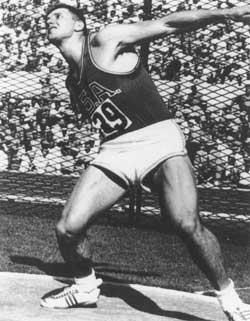
Al Oerter en 1960

Nacido en Astoria, Queens, Nueva York, Al Oerter creció en New Hyde Park y asistió a la Sewanhaka High School de Floral Park. En su adolescencia había jugado al béisbol y al fútbol americano. Comenzó su carrera a la edad de 15 años, cuando un disco aterrizó a sus pies y lo devolvió lanzándolo más allá del grupo de lanzadores desde donde le había llegado. Oerter continuó lanzando y, finalmente, ganó una beca para la Universidad de Kansas en 1954, donde se convirtió en miembro de la Fraternidad Delta Tau Delta. Ese mismo año batió el récord escolar de lanzamiento de disco.
De complexión fuerte (1,93 m de estatura y 127 kg de peso), Oerter tenía unas formidables condiciones naturales para el lanzamiento de disco. Compitiendo por Kansas, se convirtió en campeón de disco de la NCAA en 1957. En 1958 defendió con éxito su título.
Fue medalla de oro en cuatro olimpiadas consecutivas: Melbourne (1956), Roma (1960), Tokio (1964) y México (1968). A lo largo de toda su carrera hizo gala de un extraordinario instinto competidor, que le llevó a imponerse contra pronóstico en las grandes citas olímpicas sobreponiéndose a diversas circunstancias adversas, y consiguiendo superar sus mejores marcas personales en las finales más señaladas.
Oerter se retiró del atletismo después de los Juegos Olímpicos de 1968. Consideró reaparecer en 1976, tomando esteroides anabolizantes bajo supervisión médica con el fin de ganar masa muscular. Sin embargo, renunció poco después ya que el tratamiento afectaba a su presión arterial y no mejoró sensiblemente su rendimiento. Tras esta experiencia negativa, siempre aconsejó a los atletas evitar este tipo de drogas y en su lugar centrarse en la formación y en la técnica. Fue crítico con el aumento del consumo de drogas para la mejora del rendimiento físico, afirmando que esta práctica había destruido la cultura de la camadería entre los deportistas, y que los atletas sancionados (como el lanzador Ben Plucknett) eran meros chivos expiatorios para salvar la imagen de los estamentos directivos.
Posteriormente intentó clasificarse para el equipo de Estados Unidos en 1980, pero terminó cuarto. Sin embargo, consiguió su plusmarca personal (69,46 m) esa misma temporada, a la edad de 43 años. 
Durante la filmación de un anuncio de televisión, hizo un lanzamiento (no oficial) de 74,67 m, que habría establecido un nuevo récord mundial aún en pie (en el año 2016, el récord mundial de 74,08 m, conseguido en 1986, sigue estando en poder del alemán oriental Jürgen Schult). En años posteriores, Oerter fue portador de la bandera olímpica en los Juegos Olímpicos de Los Ángeles en 1984, y fue portador de la llama olímpica en el estadio en la ceremonia inaugural de los Juegos Olímpicos de Atlanta en 1996.
Oerter había luchado contra sus problemas de hipertensión durante toda su vida, y en la década de 2000, se le estaban convirtiendo en una enfermedad terminal abocada a un fallo cardiovascular. El 13 de marzo de 2003, debido a un cambio de medicación para la presión arterial que le causó una acumulación de líquido alrededor del corazón, fue declarado clínicamente muerto durante unos instantes, aunque consiguió superar este grave episodio.
Cuando era niño, Oerter había viajado con frecuencia a casa de sus abuelos en Manhattan y admirado su colección de arte. Siendo ya un atleta retirado, Oerter se convirtió en pintor abstracto, disfrutando de la libertad formal de este estilo, y siendo contrario a recibir educación artística formal, porque pensaba que podría ahogar su creatividad. Parte del trabajo de Oerter fue su serie de pinturas "Impact". Para realizar estas obras, Oerter formaba un charco de pintura en una lona, y lanzaba un disco en ella para crear líneas salpicando en un lienzo colocado frente a la lona. Si el disco aterrizaba con la cara pintada hacia arriba, Oerter lo firmaba y se lo entregaba al comprador de la pintura. En 2006 fundó la organización Art of the Olympians (AOTO), dedicada a promover las aptitudes pictóricas de atletas olímpicos y paralímpicos.
A medida que fue empeorando el estado de su corazón, los cardiólogos le aconsejaron que se sometiera a un trasplante. Oerter rechazó la idea: "He tenido una vida interesante", dijo, "y voy a salir de ella con el [corazón] que tengo." Murió el 1 de octubre de 2007 en Fort Myers (Florida) por un fallo cardíaco a los 71 años de edad.

## Atleta olímpico

### Melbourne 1956. La gran sorpresa
Con 20 años ya era uno de los mejores discóbolos norteamericanos, y, además, era un hombre con suerte: quedó cuarto en las pruebas de selección, pero la lesión de uno de sus predecesores le abrió las puertas de la Olimpiada de Melbourne, para la que es repescado. Ya en la calificación obtuvo la mejor marca de todos los competidores, y en la final, dejó las cosas claras desde el principio, lanzando en el primer ensayo nada menos que 56,36 m, nuevo récord olímpico y su mejor marca personal hasta ese momento (ver: Resultados Melbourne 1956). Resistió bien el resto del concurso y nadie pudo arrebatarle la medalla de oro (al final, su ventaja sobre el segundo clasificado fue de tan solo 13 cm), sorprendente en grado sumo si se considera que había acudido a los Juegos como suplente. "Al principio no me daba mucha cuenta de lo que aquello significaba, pero cuando lo pensé un poco comenzaron a aflojárseme las piernas y casi me caigo al suelo", comentó luego Oerter. Su reinado acababa de empezar.

### Roma 1960. Segundo oro
La carrera de Oerter se vio seriamente comprometida un año después de Melbourne, cuando en 1957 un grave accidente automovilístico casi le cuesta la vida. Sin embargo, se recuperó a tiempo para mantenerse en la élite mundial del disco, aunque sin alcanzar el récord mundial. En 1958 se aproxima bastante, lanzando 58,12 metros, pero en 1959 tuvo que descuidar la preparación porque su trabajo como gerente en una compañía aérea no le deja demasiado tiempo. Pero llegó el año olímpico de 1960 y Oerter volvía a estar en forma. En la calificación batió el récord olímpico en el segundo tiro, pero en la final su compatriota Rink Babka le pone las cosas difíciles; no en vano ha mejorado pocos días antes la plusmarca mundial. Babka fue por delante durante los primeros cuatro lanzamiento de las seis rondas, y curiosamente, aconsejó a su compañero antes de su quinto tiro. Oerter, un competidor excepcional, lanzó el disco a 59,18 m, estableciendo de nuevo el récord olímpico y logrando su segunda medalla de oro. Babka no fue capaz de superar el quinto tiro de Oerter y terminó con la medalla de plata. México supuso el ecuador de los éxitos de Oerter como atleta de categoría mundial.

### Tokio 1964. Con un aparato ortopédico
En 1962 y 1963 bate tres veces el récord del mundo, accediendo por vez primera a las listas de plusmarquistas el 18 de mayo de 1962, en Los Ángeles, lanzando 61,10 metros. El 1 de julio de ese año logró 62,45 en Chicago; el 27 de abril de 1963, 62,62 en Walnut, y el 25 de abril de 1964, en el mismo lugar, 62,94 metros. Estas tres últimas plusmarcas fueron consecutivas; entre la primera y la segunda existió un plusmarquista muy efímero, el soviético Vladimir Trusenyov. Poco antes de la olimpiada de Tokio, Oerter se lesiona gravemente en la espalda. La lesión es muy dolorosa y el discóbolo tiene que llevar permanentemente un aparato ortopédico de cuero, que le llega hasta el cuello. Por si esto fuera poco, ya en Tokio sufre una caída y se desgarra el brazo derecho. Los médicos le recomiendan que no compita, pero no hace caso. Con el collar ortopédico y el brazo vendado, calma sus dolores metido en una especie de féretro, enterrado en hielo. Ante el asombro general, consigue el récord olímpico en la calificación (60,54 m). En la final manda el checo Ludvik Danek, mientras que Oerter, que no se tiene en pie, decidió jugarse el todo por el todo en el quinto ensayo: se quitó el aparato ortopédico y con dolores inmensos lanzó el disco a 61,00 m, nuevo récord olímpico, y nueva medalla de oro, ganada en unas condiciones en que solo un atleta superdotado podría hacerlo.
En Tokio, sobreponiéndose al dolor, Oerter fue capaz de obtener su tercera medalla de oro olímpica consecutiva con una actuación memorable, a pesar de no ser capaz de efectuar su último lanzamiento debido al intenso dolor que sufría.

### México 1968. El remate
En la capital azteca, su compañero Jay Silvester era el gran favorito, porque había batido recientemente el récord mundial, dejándolo ya muy cerca de los 70 metros. Además, estableció el récord olímpico en la calificación. Muchos consideraron que Oerter, a los 32 años, estaba en el ocaso de su carrera. Nunca había lanzado tan lejos como Silvester, y sus promedios eran claramente inferiores. En la final, sin embargo, Oerter volvió a ser el gran competidor de toda la vida, mientras que Silvester se "arrugó" ante la tensión de una final olímpica, muy perjudicada por la lluvia. Oerter recuperó su récord olímpico en el tercer lanzamiento (64,78 m) y venció con más facilidad que nunca. "Me quito el sombrero ante Alfred; lo que acaba de hacer es fabuloso". Lo que había hecho era ganar su cuarta medalla consecutiva de oro en una Olimpiada, cerrando una de las grandes gestas épicas de la historia del movimiento olímpico. 

## Legado
AOTO
En 2006 fundó la organización Art of the Olympians (AOTO) y llevó a cabo una exposición de arte olímpico en su ciudad natal de Fort Myers. Esta primera muestra incluyó obras de arte y esculturas de 14 atletas olímpicos, incluyendo Florence Griffith-Joyner, Roald Bradstock, Shane Gould, Cameron Myler, Rink Babka y Larry Young. Más tarde ese mismo año la exposición viajó a la ciudad de Nueva York para las demostraciones en las Naciones Unidas, el New York Athletic Club y luego en el National Arts Club.
La AOTO también expuso sus trabajos en la pantalla gigante Astro-Vision de Panasonic en Times Square durante todo el mes de noviembre de 2006. Oerter y otros artistas olímpicos también aparecieron en el programa de televisión CBS Morning Show para comentar su gira en Nueva York.
En el verano de 2007, la AOTO recibió el derecho de usar la palabra olímpica por el Comité Olímpico de Estados Unidos (USOC), en un acto auspiciado por el Congreso de los Estados Unidos.
AOTO sigue creciendo años después de su primera exposición. La organización ahora cuenta con 29 artistas olímpicos y paralímpicos (enlace roto disponible en Internet Archive; véase el historial, la primera versión y la última). en su plantel, incluyendo dos miembros póstumos: Al Oerter y Florence Griffith-Joyner. Durante la década entre 2000 y 2010, la obra de los artistas olímpicos se ha visto en numerosas cadenas de televisión incluyendo CBS, NBC, BBC, CNN, PBS, USA Network y Channel Four del Reino Unido, y se han organizado Exposiciones en tres Juegos Olímpicos (de verano e invierno) y Paralímpicos: Pekín 2008, Vancouver 2010 y Londres 2012. Durante tres años y medio, entre 2010 y 2013 AOTO tenía docenas de exposiciones grupales y en solitario en su museo y galería en Fort Myers, Florida.

## Reconocimientos
- Es miembro del Salón de la Fama del Atletismo.
- En 2005, Oerter fue incluido en el Nassau County Sports Hall of Fame.
- El 7 de marzo de 2009 se inauguró oficialmente el Centro de Recreo Al Oerter junto al Flushing Meadows Corona Park en Flushing (Queens), dependiente del consistorio de la Ciudad de Nueva York.